# (9157) 1983 RB4
A (9157) 1983 RB4 a Naprendszer kisbolygóövében található aszteroida. Norman G. Thomas fedezte fel 1983. szeptember 2-án.